# Wondinfectie
Een wondinfectie is een infectie van een wond.
Na het ontstaan van een wond zal er bijna altijd besmetting plaatsvinden, aangezien bacteriën overal aanwezig zijn. Of er infectie van de wond plaatsvindt, hangt af van de besmettingsgraad (het aantal bacteriën), de virulentie van de bacteriën, de weerstand en overige wondcondities (bijvoorbeeld vreemde lichamen zoals hechtingen).
Afhankelijk van het type wond zullen ook de bacteriën die de wondinfectie veroorzaken, verschillen.

## Soorten wondinfecties
Bij traumatische wonden zijn veelal de lichaamseigen bacteriën betrokken, zoals:
- Staphylococcus aureus
- Staphylococcus epidermidis
- Streptococcus pyogenes
- Clostridium

Een chirurgische wond is meestal steriel ontstaan en zou niet mogen infecteren. Als dit wel gebeurt, wordt gesproken van een postoperatieve wondinfectie. Hierbij kunnen naast de lichaamseigen bacteriën ook andere bacteriën een rol spelen, zoals:
- Pseudomonas aeruginosa
- Enterobacteriën

Bij brandwonden zijn met name de infecties met Pseudomonas aeruginosa gevreesd, omdat deze bacteriën met specifieke antibiotica moeten worden behandeld. Verder zijn veelal ook de lichaamseigen bacteriën bij de infectie betrokken.